# Ejército de la Conquista
El Ejército de la Conquista (JAF) (en árabe: جيش الفتح , Jaish al-Fath y abreviado como JaF) fue el nombre de una alianza de facciones rebeldes islamistas sirias activa en la guerra civil siria. La coalición se formó en marzo de 2015 bajo la supervisión y coordinación del clérigo saudí Abdulá Mahaisni (también conocido como Abdullah al-Muhaysini) por parte de las facciones rebeldes activas en la provincia de Idlib, con algunas facciones activas en las provincias de Hama y Latakia y en pocos meses lograron el control de la mayor parte de la provincia de Idlib. La coalición está apoyada por Arabia Saudita, Turquía y Catar.
La alianza se formó en marzo de 2015 bajo la supervisión y coordinación del clérigo saudita Abdullah al-Muhaysini. Consiste en facciones rebeldes islamistas principalmente activas en la Gobernación de Idlib, con algunas facciones activas en la Hama y la Gobernación de Latakia. En el transcurso de los meses siguientes, se apoderó de la mayor parte de la gobernación de Idlib.
En octubre de 2015, el Instituto para el Estudio de la Guerra, un think tank con sede en Washington D. C., consideraba que el Ejército de la Conquista era uno de los grupos más poderosos en la zonas de Idlib, Hama, Daraa y en la provincia de Quneitra, a pesar de tener presencia importante en la provincia de Damasco. Entre los grupos que la formaban se encuentran grupos islamistas salafistas radicales como Harakat Nour al-Din al-Zenki y Ahrar al-Sham, además de otros yihadistas, también considerados terroristas por algunos países, como el antiguo Frente Al Nusra, la rama de Al Qaeda en Siria (cuyo nombre actual es Jabhat Fateh al-Sham). Esta coalición es considerada como una organización contraria al gobierno de Bashar al-Ásad, y contraria al grupo chiita libanés Hezbolá, pero no necesariamente contraria al Estado Islámico de Irak y el Levante.

## Miembros de la coalición
En su inicio, el Ejército de la Conquista estaba formado por siete grupos fundacionales, tres de ellos, el Frente Al-Nusra, Ahrar al-Sham, y Jund Al-Aqsa, estaban directamente conectados con la red de Al-Qaeda, o bien tenían su misma ideología. Ahrar al-Sham y el Frente Al-Nusra juntos, representan el 90 por ciento de sus tropas. Otra facción islamista prominente en coalición era un grupo ideológicamente próximo a los Hermanos Musulmanes: la Legión del Sham. La coalición del Ejército de la Conquista ha colaborado con las facciones más moderadas del Ejército Libre Sirio, y con los Caballeros de la Brigada de la Justicia. El éxito inicial de la coalición ha sido atribuido a su fuerte coherencia. Como informó el columnista David Ignatius, Catar, Turquía y Arabia Saudita fueron los principales patrocinadores de la nueva coalición que fue dirigida por al-Nusra. Desde el principio, los tres estados presuntamente brindaron apoyo material conspicuo al grupo, que consistía principalmente en armas y equipo militar.
En 2016, poco después de que al-Nusra cambiara su nombre por Jabhat Fatah al-Sham, la reportera del Financial Times, Erica Solomon, citó a rebeldes y activistas que afirmaban que Catar y Arabia Saudita transportaban constantemente dinero en efectivo y suministros para apoyar una ofensiva militar en Alepo dirigida por Jabhat Fatah al-Sham. En general, durante los últimos años, el apoyo de Catar al frente al-Nusra se ha mantenido constante a pesar de la operación de cambio de marca del grupo y varias alianzas estratégicas y fusiones. De hecho, el patrocinio de Catar para la filial de al-Qaeda en Siria estaba en línea con la estrategia de Doha para expandir su influencia regional invirtiendo en el papel cada vez mayor de los actores clave, incluidas las entidades extremistas y terroristas, en una serie de arenas internacionales.
El Ejército de Conquista capturó la ciudad de Idlib el 28 de marzo de 2015. Tras este éxito, se establecieron ramas adicionales del Ejército de Conquista en otras partes de Siria.
La coalición Ejército de la Conquista se inspiró parcialmente en el éxito del Frente Sur del Ejército Sirio Libre, y, a su vez, coaliciones más nuevas, como la Batalla de la Victoria, se inspiraron en el Ejército de Conquista. El clérigo saudita Abdullah al-Muhaysini desempeñó un papel clave en la historia temprana del Ejército de Conquista. De hecho, Muhayisini coordinó y supervisó el establecimiento del grupo, para el cual también se desempeñó como juez y líder religioso. Fue objeto de sanciones del Tesoro de EE. UU. el 10 de noviembre de 2016, por su papel como mediador y reclutador en nombre del Frente al-Nusra. En particular, Muhaysini también recolectó apoyo material y financiero para al-Nusra del Golfo, especialmente de Catar, y fue conocido por su respaldo público a "Madid Ahl al-Sham, con sede en Qatar, una campaña de recaudación de fondos muy efectiva que el propio al-Nusra lo reconoció como "uno de los conductos preferidos para las donaciones".

### Expansión a otras partes de Siria
A principios de mayo de 2015 JaF formó una nueva unidad al este de Qalamoun, nombrandolo Ejército de la Conquista  – al-Qalamoun. El 1 de octubre de 2015, después de las derrotas de las fuerzas pro-Assad, el "Ejército de Conquista en Qalamoun" fue reemplazado por una facción independiente llamada Saraya Ahl al-Sham, cuyo objetivo es unir a todas las facciones rebeldes en Qalamoun Occidental. Sin embargo, el Frente al-Nusra no se incluyó en Saraya Ahl al-Sham, aunque los dos grupos continuaron cooperando.
El mes siguiente, el Frente al-Nusra emitió un comunicado llamando a la oposición en el área oriental de Ghouta de Damasco a formar una coalición similar, pero este llamado fue denegado por el Comando Militar Unificado de Guta Oriental, una agrupación que incluye a las facciones más destacadas de la zona.
En octubre de 2015 miembros del JaF originarios del Frente al-Nusra y Ahrar ash-Sham (también miembro del Comando Militar Unificado de Guta Oriental), unto con otros grupos formaron Jund al-Malahm, una sala de operaciones en el área de Ghouta Oriental de Damasco, en competencia directa con la sala de operaciones del Comando Militar Unificado de Ghouta Oriental.
El 20 de junio el Ejército de la Conquista en la región Sur fue fundada e inmediatamente partió a la campaña en Quneitra. La coalición incluye Ahrar al-Sham, al-Nusra Front, la Coalición Fatah al-Sham, la Brigada Ihyaa al-Jihad, Muyahidines de Nawa Reunión, Leones de la Unidad Brigada Islámica de Al-Omarein, Brigada Ansar al-Haq y Brigada Islámica de al-Omarein.
En julio de 2016, los restos del Frente al-Nusra se renombraron como Jabhat Fatah al-Sham, reestructuró aún más el grupo y comenzó a crear propaganda para apoyar sus ofensivas a lo largo de la Gobernación de Alepo.

### Reestructuración
El 23 de octubre del 2015, Junda al-Aqsa anunció una separación de Jaysh al-Fatah, supuestamente debido a desacuerdos con Ahrar al-Sham sobre la aplicación de la ley islámica en áreas bajo su control. Tras este desarrollo, hubo informes no confirmados de que Frente al Nusra, en un acto de solidaridad con Jund al-Aqsa, abandonó la coalición., o que Jund al-Aqsa se reuniría con Jaysh al-Fateh. En enero de 2016, la Sham Legion anunció que dejaba el grupo, aparentemente para redesplegar sus fuerzas en Alepo, pero también debido a las tensiones con Jund al-Aqsa. En mayo de 2016, el Ejército de Conquista anunció que se estaba reestructurando, poniendo fin a los lazos con Jund al-Aqsa y readmitiendo a la Sham Legion. También se le unió el Partido Islámico de Turkistán, un grupo yihadista compuesto por uigures de Xinjiang.
El 24 de septiembre de 2016, el Movimiento Nour al-Din al-Zenki se unió al grupo Días después, la Brigada Suqour al-Sham también se unió al grupo varios días después. El 9 de octubre, Jund al-Aqsa se unió al Frente Al-Nusra, uniéndose así al Ejército de Conquista, pero el 23 de enero de 2017 fueron expulsados de al Nusra y, por extensión, del Ejército de Conquista.
El 23 de enero de 2017, el Frente al-Nusra atacó las bases de Jabhat Ahl al-Sham en Atarib y otras ciudades en el oeste de Alepo. Todas sus bases fueron capturadas y el 24 de enero, el grupo fue derrotado y se unió a Ahrar al-Sham.

### Batallas
| Fecha                                            | Batalla                                                    | Lugar                         | Contra                            | Resultado |
| ------------------------------------------------ | ---------------------------------------------------------- | ----------------------------- | --------------------------------- | --------- |
| 24–28 de marzo de 2015                           | Batalla de Idlib (2015)                                    | Idlib                         | República Árabe Siria             | Victoria  |
| 22 de abril-14 de junio de 2015                  | Ofensiva del noroeste de Siria (abril-junio de 2015)       | Gobernaciones de Idlib y Hama | República Árabe Siria             | Victoria  |
| 4 de mayo–21 de junio de 2015                    | Ofensiva de Qalamoun                                       | Qalamun                       | Hezbollah y República Árabe Siria | Derrota   |
| 28 de julio - 28 de agosto de 2015               | Ofensiva de Al-Ghab                                        | Gobernación de Idlib          | República Árabe Siria             | Victoria  |
| 28 de marzo de 2015 – en curso                   | Asedio de al-Fu'ah y Krafiya                               | Gobernación de Idlib          | República Árabe Siria             | Victoria  |
| marzo – 9 de septiembre de 2015                  | Asedio de la base aérea de Abu al-Duhur                    | Gobernación de Idlib          | República Árabe Siria             | Victoria  |
| 7 de octubre – 10 de noviembre de 2015           | Ofensiva del noroeste de Siria (octubre-noviembre de 2015) | Gobernación de Hama           | República Árabe Siria             | Indecisa  |
| 1 de abril – 18 de junio de 2016                 | Campaña del Sur de Alepo 2016                              | Gobernación de Alepo          | República Árabe Siria             | Victoria  |
| 27 de junio – 12 de agosto de 2016               | Ofensiva de Latakia de 2016                                | Gobernación de Latakia        | República Árabe Siria             | Derrota   |
| 31 de julio – 6 de agosto de 2016                | Ofensiva de Alepo (julio–agosto de 2016)                   | Gobernación de Alepo          | República Árabe Siria             | Victoria  |
| 11 de agosto – 11 de septiembre de 2016          | Ofensiva de Alepo (agosto-septiembre de 2016)              | Gobernación de Alepo          | República Árabe Siria             | Derrota   |
| 22 de septiembre de 2016 – 16 de octubre de 2016 | Ofensiva de Alepo (septiembre-octubre de 2016)             | Gobernación de Alepo          | República Árabe Siria             | Derrota   |

### Crímenes de guerra
El 11 de junio de 2016 el Frente al-Nusra mató a 20 aldeanos druzos en Qalb Lawzeh provincia de Idlib.